# Louise de Kérouaille, Ducesă de Portsmouth
Louise Renée de Penancoët de Kérouaille, Ducesă de Portsmouth (septembrie 1649 – 14 noiembrie 1734) a fost amanta regelui Carol al II-lea al Angliei timp de cincisprezece ani, dar a fost de asemenea și agentul secret a lui Ludovic al XIV-lea al Franței. Saint-Evrement spunea: "panglica de mătase din jurul taliei domnișoarei Kerouaille, unește Franța și Anglia". În Anglia era numită și Carwell sau Carewell, aluzie ironică la faptul că se socotea că cheltuia mult din visteriile statului.
A fost rudă cu renumitul filozof francez Marchizul de Sade.
Prin fiul ei cu Carol al II-lea, Charles Lennox, Duce de Richmond, ea este strămoașa ambelor soții ale Prințului Charles: Diana, Prințesă de Wales și Camilla Parker-Bowles.

## Tinerețe

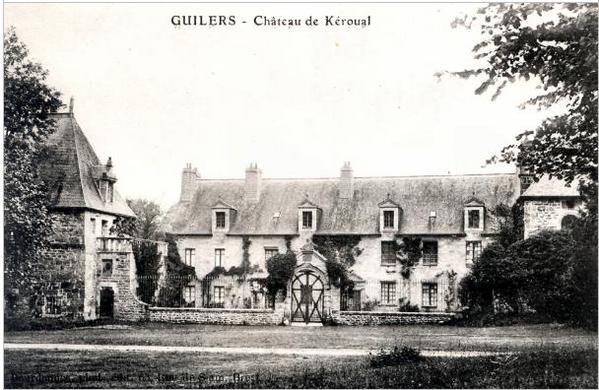
Castelul Kerouall unde s-a născut Louise

Louise s-a născut la castelul Keroual, lângă Brest, în septembrie 1649. Era fiica lui Guillaume de Penancoët (m. 1690) și a soției sale Marie de Ploeuc de Timeur (m. 1709). A avut un frate, Sebastian, care a murit la douăzecișicinci de ani și o soră, Henriette Mauricette (1625-1728). Părinții săi erau nobili, dar venitul lor nu era proporțional cu rangul lor, astfel viața la castel era limitată. Louise a fost educată la mănăstirea Sfânta Ursula, unde una din mătușile ei era călugăriță.
A fost notată de ducele de Beaufort, verișorul lui Ludovic al XIV-lea, care i-a promis că o va introduce la curte și va deveni domnișoară de companie a lui Madame, Ducesă de Orléans, cumnata și verișoara regelui.

## De la Versailles la Londra

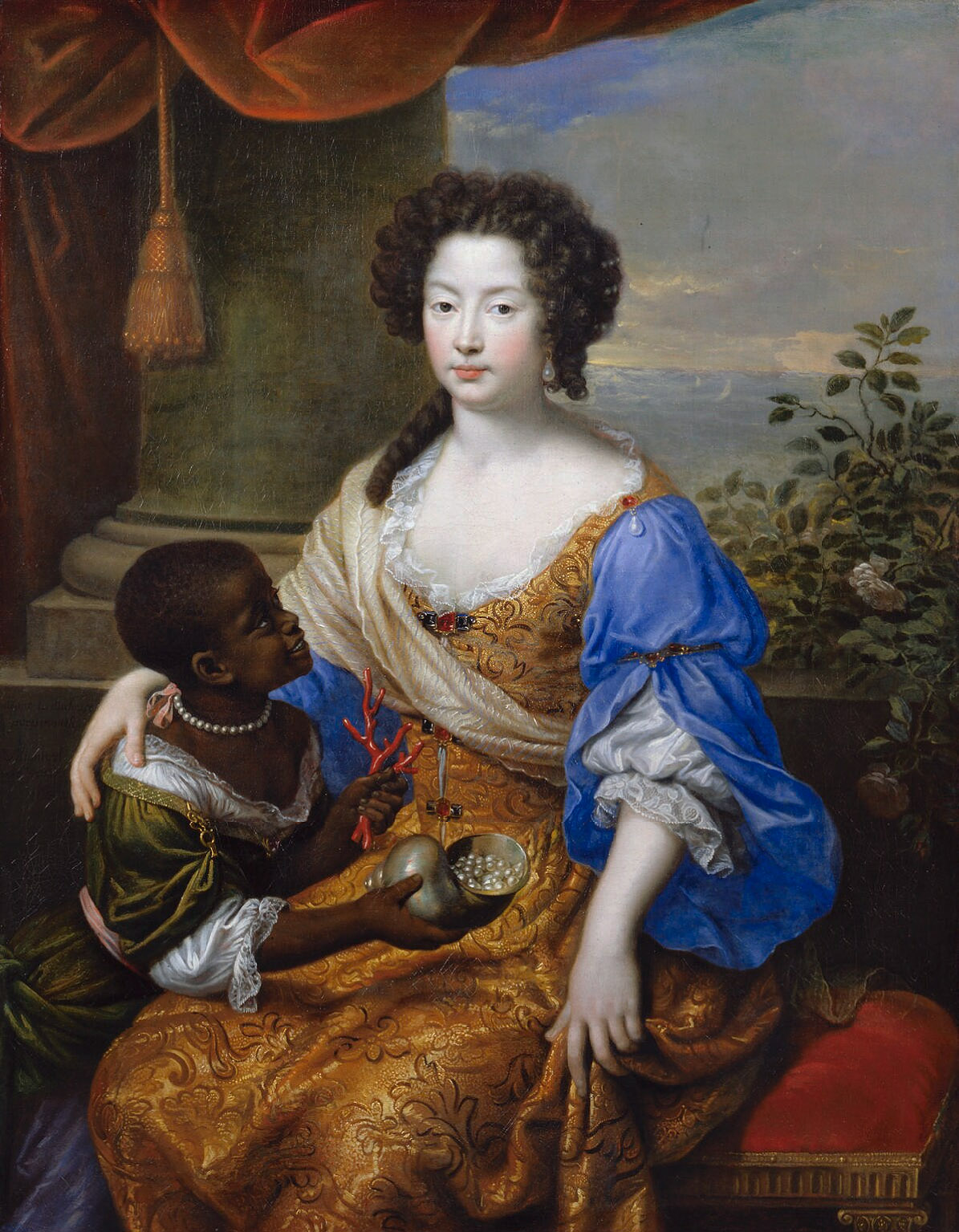
Louise Kérouaille, portret de Pierre Mignard

Promisiunea ducelui de Beaufort va fi îndeplinită după moartea lui. Louise a sosit la Versailles în 1669 unde a devenit domnișoară de companie a lui Madame, cumnata regelui Franței și sora lui Carol al II-lea al Angliei. În 1670 Louise a însoțit-o pe Anne Henrietta la Dover unde aceasta mergea să-l viziteze pe Carol al II-lea (nu-l văzu-se de nouă ani), dar și în misiune diplomatică; după semnarea tratatului de la Dover s-a întors în Franța. La moartea prematură a Annei Henrietta, Ludovic al XIV-lea a trimis-o în Anglia, unde regele Angliei a numit-o doamnă de companie a soției sale, Ecaterina de Braganza.

## Favorita lui Carol al II-lea

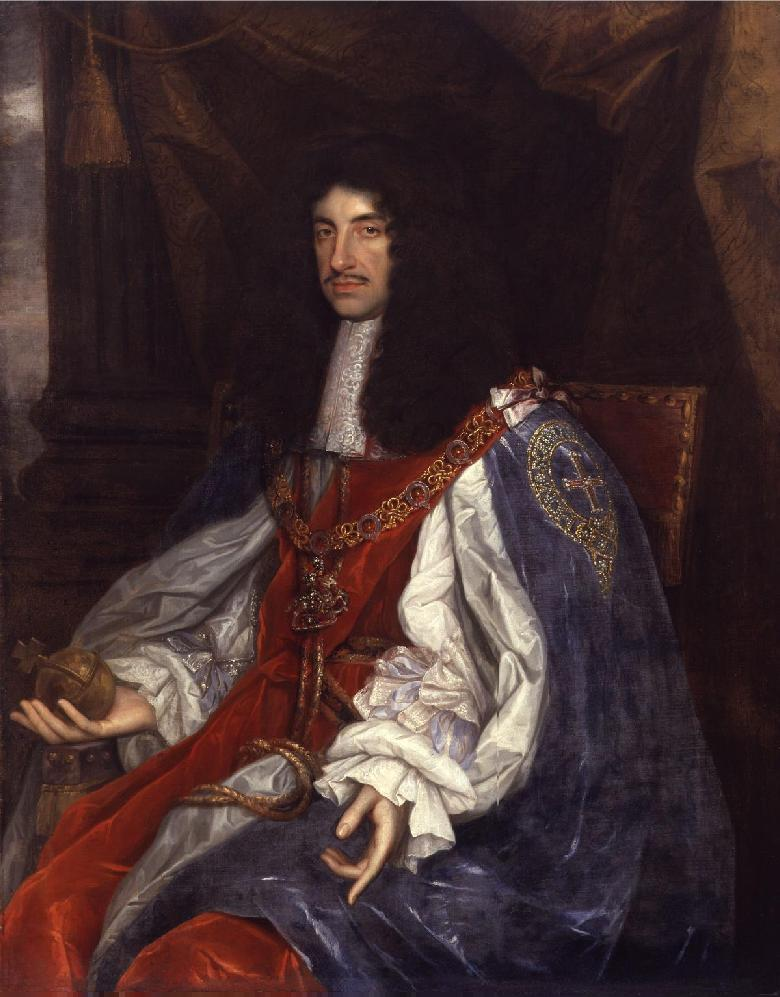
Carol al II-lea

Mai târziu s-a spus că Louise fusese trimisă la curtea Angliei de către Ludovic al XIV-lea al Franței, pentru a  deveni amanta lui Carol al II-lea al Angliei, dar nu există nici o dovadă. Louise, care în spatele unei aparente fragilități (John Lely spunea despre ea că "are un chip de copil"), ascundea un caracter puternic și hotărât, a reușit în scurt timp să devină amanta lui Carol al II-lea. În 1675, Louise a obținut de la rege titlul de duce de Richmond, pentru fiul lor Charles Lennox.
Ea a rămas mereu loială adevăratului său rege, Ludovic al XIV-lea, care, drept mulțumire îi trimitea deseori cadouri generoase. Ludovic i-a dăruit printre altele, o pereche de cercei, în valoare de 18000 de lire sterline. La curtea engleză ea era detestată pentru relația ei evidentă cu Franța. Nu era urâtă doar pentru activitatea sa în favoarea țării sale natale, dar i se reproșa și lăcomia sa care golea visteriile statului.
În 19 august 1673, a primit titlurile de baroană de Petesfield, contesă de Fareham și ducesă de Portsmouth. Veniturile sale erau enorme: doar în 1677 a primit de la suveran circa 27300 de lire sterline. Sub presiunea lui Carol al II-lea la curtea Franței, i s-au acordat titlul de ducesă de Aubigny și rangul de pair al Franței. Cu toată antipatia și ura curtenilor, Louise a reușit să rămână amanta regelui până la moartea acestuia. A ieșit neatinsă din complotul papal, care după iezuitul Titus Oates, avea drept scop eliminarea regelui. A fost destul de puternică pentru a-și menține poziția în timpul unei boli lungi în 1677 și după o vizită în Franța în 1682. În 6 februarie 1685 a asistat la moartea regelui, care pe patul de moarte s-a convertit la catolicism. Carol a iubit-o până la sfârșit, iar pe patul de moarte i-a cerut fratelui său să aibă grijă de ea; astfel a fost una din cele trei femei, alături de regină și Nell Gwyn, spre care s-au îndreptat gândurile regelui înainte de a muri. Una din poreclele regelui pentru ea a fost fubs - dolofan.

## După moartea lui Carol al II-lea
După moartea lui Carol al II-lea influența sa a scăzut rapid, astfel s-a retras în Franța, cu excepția unei vizite la curtea lui Iacob al II-lea al Angliei. Pensia și titlurile dăruite de Carol al II-lea, le-a pierdut fie în timpul domniei lui Iacob al II-lea, fie în timpul revoluției din 1688. Ultima parte a vieții a petrecut-o la Aubigny, unde a fost hărțuită de creditori. Ludovic al XIV-lea și după moartea lui, regentul Filip al II-lea, Duce de Orléans, i-au acordat o pensie și au protejat-o împotriva creditorilor. A murit la Paris, în 14 noiembrie 1734, în vârstă de optzecișicinci de ani.